# Llanfair Clydogau
Llanfair Clydogau è un villaggio di 634 abitanti (2011) situato sul lato orientale del fiume Teifi e a circa 4 miglia a nord-est di Lampeter.

## Monumenti e luoghi d'interesse
- Chiesa di Santa Maria, XVI secolo[2]
- Capel Mair, XIX secolo[3]